# Jeffrey Moussaieff Masson
Jeffrey Moussaieff Masson (nacido el 28 de marzo de 1941 como Jeffrey Lloyd Masson) es un escritor estadounidense. Es mejor conocido por sus conclusiones sobre Sigmund Freud y el psicoanálisis. En su libro El asalto a la verdad (1984), Masson sostiene que Freud pudo haber abandonado su teoría de la seducción porque temía que aceptar la verdad de las afirmaciones de sus pacientes (que habían sido abusadas sexualmente) obstaculizaría la aceptación de sus métodos psicoanalíticos. Masson es un defensor del veganismo y ha escrito sobre los derechos de los animales. 

## Biografía
Jeffrey Masson es hijo de Jacques Masson, un judío de Bujará francés, y Diana Zeiger de judía ortodoxa asquenazí. Sus padres eran vegetarianos y seguidores de gurús hinduistas como Paul Brunton, autor de libros populares de esoterismo neo-hindú.La madre de Masson se convirtió más tarde en seguidora del místico y filósofo John Levy.  Durante las décadas de 1940 y 1950, Brunton vivió a menudo con ellos, y designó a Masson como su heredero aparente, quien entonces seguía las creencias de su familia. En 1956, los padres se mudaron a Uruguay porque Brunton creía que una tercera guerra mundial era inminente. Jeffrey y su hermana Linda le siguieron en 1959.

### Estudios
A instancias de Brunton, Masson fue a la Universidad de Harvard para estudiar sánscrito, en parte inspirado por la tradición espiritual de su familia. Masson se desilusionó del gurú de su familia, Brunton, y lo descibribe su proceso de darse cuenta de la conducta cultista en su  libro autobiográfico My Father's Guru: A Journey Through Spirituality and Disillusion. La Universidad de Harvard le otorgó a Masson un grado de licenciatura en 1964 y un doctorado con honores en 1970. Sus títulos fueron en Sánscrito y Estudios Indios. Mientras realizaba su doctorado, Masson también estudió, con el apoyo de becas, en la École Normale Supérieure de París, la Universidad de Calcuta y la Universidad de Poona.

## Carrera
Masson fue profesor titular de sánscrito y estudios indios en la Universidad de Toronto, 1969-1980. También ocupó cargos de corto plazo en la Universidad de Brown, la Universidad de California y la Universidad de Michigan. De 1981 a 1992, fue investigador asociado en el Departamento de Estudios del Sur y Sudeste Asiático de la Universidad de California, Berkeley.

## Perspectiva sobre la teoría de la seducción de Freud
Masson comenzó a formarse como psicoanalista en el Instituto Psicoanalítico de Toronto en 1970, completando su formación clínica en 1978. Su psicoanalista, necesario para ser entrenado como uno, fue Irvine Schiffer, un conocido analista de Toronto y autor de libros sobre los aspectos inconscientes del carisma y el tiempo. Masson publicó un libro autobiográfico en el que acusaba a Schiffer de maldecir, llegar constantemente tarde a las sesiones e intimidar a Masson cuando este último se quejaba de su impuntualidad.  El libro también detallaba sobre las extremas perspectivas de Schiffer —como el sexismo y racismo—, pero además consideraba que la actitud de Schiffer, a pesar de intentar convencerse de que no era lo común en psicoanalistas, solo fue una puerta a más psicoanalistas similares. Schiffer por supuesto negó las acusaciones y debatió con Masson en el programa de televisión canadiense The Fifth Estate. 
Durante su formación, Masson se hizo amigo del psicoanalista Kurt Eissler y conoció a la hija de Sigmund Freud, Anna Freud. Por su amistad exclusivamente intelectual con Eissler, designó a Masson para sucederlo como director de los Archivos de Sigmund Freud. Masson aprendió alemán y estudió historia del psicoanálisis para prepararse para este puesto. Fue nombrado director en 1980, con pleno acceso a la correspondencia de Freud y todos los artículos inéditos. Anna Freud le dejó la tarea de convertir la antigua casa de Freud en un museo y centro de investigación. Mientras examinaba el material, Masson encontró cartas de Freud a Wilhelm Fliess que habían sido omitidas caprichosamente de la primera edición de las cartas de Freud a Fliess. Concluyó que en estas cartas inéditas, se entiende que Freud podría haber rechazado la teoría de la seducción por "falta de coraje moral", al no encontrar apoyo, y para promover la causa del psicoanálisis y mantener su propio lugar dentro del círculo psicoanalítico, después de respuestas hostiles, como las del renombrado patólogo sexual Richard von Krafft-Ebing. y el resto de la Sociedad Psiquiátrica de Viena en 1896: "una recepción helada por parte de los burros", fue como Freud se lo describió más tarde a su amigo Fliess en una carta. 
En 1981, las controvertidas conclusiones de Masson de que Freud abandonó la importancia del abuso sexual infantil —por razones más personales que científicas—, fueron discutidas en una serie de artículos del New York Times escritos por Ralph Blumenthal, para consternación del establishment psicoanalítico. Poco después, Masson fue despedido de su puesto como director de los Archivos Freud y despojado de su membresía en sociedades profesionales psicoanalíticas. Masson fue defendido por varias activistas, profesionales y escritoras psicoanalistas. Entre ellas Alice Miller y Muriel Gardiner, "Aunque me esfuerzo por no tomar partido", dijo Gardiner, "lo considero un trabajador bueno y enérgico y un erudito que vale la pena". 
Masson escribió varios libros críticos del psicoanálisis, incluido El asalto a la verdad: la supresión de la teoría de la seducción de Freud y una memoria desde su punto de vista más personal en Final Analysis: The Making and Unmaking of a Psychoanalyst. En la introducción a El asalto a la verdad, Masson desafió a sus críticos a abordar sus argumentos: "Mis conclusiones pesimistas tal vez sean equivocadas. De hecho, los documentos pueden permitir una lectura muy diferente".   Janet Malcolm entrevistó extensamente a Masson cuando escribió su extenso y crítico artículo en el New Yorker sobre esta controversia, que luego amplió en In the Freud Archives, un libro que también trataba sobre Eissler y Peter Swales.
En 1984, Masson demandó a The New Yorker, Janet Malcolm y al editor Alfred A. Knopf por difamación, alegando que Malcolm lo había citado incorrectamente. El juicio que siguió atrajo considerable atención.  El tribunal de distrito de Estados Unidos falló en contra de Masson. En 1989, el Tribunal de Apelaciones del Noveno Circuito de los Estados Unidos en San Francisco confirmó la decisión del tribunal inferior. Se concluyó que, aunque hubo alteración en las citas, y una sola podría considerarse difamatoria, no era una "cuestión de malicia real”.  Masson presentó una petición a la Corte Suprema de Estados Unidos, que revocó la decisión de la Corte de Apelaciones y envió el caso nuevamente a juicio con jurado. La demanda federal de diez millones de dólares, que duró una década, llegó a su fin en 1994, cuando el jurado y el tribunal fallaron nuevamente a favor de The New Yorker.  Posteriormente, Janet Malcolm afirmó haber encontrado sus notas escritas a mano que indicaban que Masson había mentido en relación con las citas restantes en disputa, como había mentido en relación con citas en las que había grabaciones.  
Mientras tanto, en 1985, Masson editó y tradujo la correspondencia completa de Freud con Wilhelm Fliess después de haber convencido a Anna Freud para que la pusiera a disposición en su totalidad. También buscó los lugares y documentos originales en el Hospital La Salpêtrière de París, donde Freud había estudiado con Charcot. Masson escribe que la comunidad científica ha guardado silencio sobre sus puntos de vista y que sufrió ataques personales una vez que se desvió de los puntos de vista tradicionales sobre la teoría de la seducción y la historia del psicoanálisis. Tanto la visión tradicional como el argumento de Masson en su contra se basan en la explicación de que los pacientes de la teoría de la seducción de Freud informaron haber sido abusados sexualmente en la primera infancia; varios estudiosos de Freud han cuestionado este relato, y enfatizado que siempre fueron fantasías. En ediciones posteriores de Asalto a la verdad, Masson va abordando diversas críticas en sus epílogos.

## Trabajo posterior
Desde la década de 1990, Masson ha escrito varios libros sobre la vida emocional de los animales. Su libro When Elephants Weep, ha sido traducido a 20 idiomas. Ha explicado este cambio radical en el tema de sus escritos de la siguiente manera:

Había escrito toda una serie de libros sobre psiquiatría y nadie los compró. A nadie le gustaron. Nadie. Los psiquiatras los odiaban y eran demasiado abstrusos para el público en general. Era muy difícil ganarse la vida y pensé: "Mientras no me gane la vida, también puedo escribir sobre algo que realmente amo: los animales".

En 2008, Masson se convirtió en director de Voiceless, el instituto de protección animal. "No se nos anima diariamente a prestar especial atención a los animales que comemos. Al contrario, las industrias cárnica, láctea y del huevo nos animan activamente a pensar en nuestros propios intereses inmediatos, pero no en el sufrimiento real que implica... Los animales involucrados sufren agonía debido a nuestra ignorancia. Lo menos que les debemos es disminuir esa ignorancia". 
Masson también escribió un libro sobre la vida en Nueva Zelanda, incluida una entrevista con Sir Edmund Hillary. 

## Vida personal
Masson se casó con Leila Masson, una pediatra alemana, y tuvieron dos hijos. También tiene una hija de un matrimonio anterior con Therese Claire Masson.  A principios de la década de 1990, Masson había estado comprometido con la jurista feminista de la Universidad de Michigan, Catharine MacKinnon, quien escribió el prefacio de su obra Una ciencia oscura: mujeres, sexualidad y psiquiatría en el siglo XIX, un libro también crítico contra el establishment de la psiquiatría.  
Masson era vegetariano por sus padres, pero se convirtió en vegano en 2004.  Es activista por los derechos de los animales. 

## Nombre
El bisabuelo de Masson, Shlomo Moussaieff, fue cabalista y fundador del barrio de Bujarian en Jerusalén. Su abuelo, Henry Mousaieff cambió su apellido de Moussaieff a Masson. Masson cambió su segundo nombre de Lloyd a Moussaieff. 

## Obras
- 1974. "India and the Unconscious: Erik Erikson on Gandhi," International Journal of Psycho-Analysis 55: 519-26. Discussion by T. C. Sinha: 527.
- 1974. "Sex and Yoga: Psychoanalysis and the Indian Religious Experience", Journal of Indian Philosophy 2: 307–320. Reprinted in Vishnu on Freud's Desk: A Reader in Psychoanalysis and Hinduism, T.G. Vaidyanathan and Jeffrey J. Kripal eds. Oxford University Press, ISBN 0-19-565835-3, Paperback (Edition: 2003)[22]
- 1976. "Perversions — some observations", Israel Ann. Psychiat. rel. Disc., (1976b), 14, 354–61.
- 1976. (with Terri C. Masson) "The Navel of Neurosis: Trauma, Memory and Denial", paper presented to the San Francisco Psychoanalytic Society[23]
- 1978. (with Terri C. Masson) "Buried Memories on the Acropolis. Freud's Relation to Mysticism and Anti-Semitism", International Journal of Psycho-Analysis 59: 199-208.
- 1980. The Oceanic Feeling: The Origins of Religious Sentiment in Ancient India.
- 1981. The Peacock's Egg: Love Poems from Ancient India, W. S. Merwin and J. Moussaieff Masson, eds. ISBN 0-86547-059-6
- 1984. The Assault on Truth: Freud's Suppression of the Seduction Theory. Farrar Straus &amp; Giroux. ISBN 0-374-10642-8
- 1984. "Freud and the Seduction Theory: A challenge to the foundations of psychoanalysis," The Atlantic Monthly, February 1984.
- 1985. (editor and translator) The Complete Letters of Sigmund Freud to Wilhelm Fliess, 1887-1904. ISBN 0-674-15420-7
- 1986. A Dark Science: Women, Sexuality and Psychiatry in the Nineteenth Century. ISBN 0-374-13501-0
- 1988. Against Therapy: Emotional Tyranny and the Myth of Psychological Healing. ISBN 0-689-11929-1
- 1990. Final Analysis: The Making and Unmaking of A Psychoanalyst. Addison-Wesley. ISBN 0-201-52368-X
- 1993. My Father's Guru: A Journey Through Spirituality and Disillusion, Addison-Wesley. ISBN 0-201-56778-4
- 1994. (with Susan McCarthy) When Elephants Weep: The Emotional Life of Animals, Jonathan Cape.
- 1995. "A Note on U.G. Krishnamurti"
- 1996. Lost Prince: The Unsolved Mystery of Kaspar Hauser.[24]
- 1997. Dogs Never Lie About Love: Reflections on the Emotional World of Dogs.
- 1999. The Emperor's Embrace: Reflections on Animal Families and Fatherhood.
- 2003. The Pig Who Sang to the Moon: The Emotional World of Farm Animals.
- 2002. The Nine Emotional Lives of Cats: A Journey Into the Feline Heart. ISBN 0-345-44882-0
- 2004. The Evolution of Fatherhood: A Celebration of Animal and Human Families.
- 2004. Slipping into Paradise: Why I Live in New Zealand. ISBN 0-345-46634-9
- 2004. The Cat Who Came in from the Cold. Wheeler. ISBN 1-58724-914-6
- 2005. Raising the Peaceable Kingdom: What Animals Can Teach Us about the Social Origins of Tolerance and Friendship.
- 2006. Altruistic Armadillos - Zen-Like Zebras: A Menagerie of 100 Favorite Animals. ISBN 978-0-345-47881-8
- 2009. The Face on Your Plate: The Truth about Food. ISBN 978-0-393-06595-4
- 2010. "On Alice Miller"
- 2010. The Dog Who Couldn't Stop Loving: How Dogs Have Captured Our Hearts for Thousands of Years. ISBN 978-0-06-177109-5
- 2010. (editor) Sigmund Freud: The Interpretation of Dreams: The Illustrated Edition. ISBN 978-1-4027-6388-5
- 2010 Altruistic Armadillos, Zenlike Zebras-Understanding the World's Most Intriguing Animals. Skyhorse Publishing. ISBN 1602397384
- 2010 The Wild Child: The Unsolved Mystery of Kaspar Hauser. ISBN 0-684-83096-5
- 2011 "Pornography and Animals", in Tankard Reist; Bray, eds. (2011). Big Porn Inc.: Exposing the Harms of the Global Pornography Industry. North Melbourne, Victoria: Spinifex Press. pp. 63-68. ISBN 9781876756895.
- 2014 Beasts: What Animals Can Teach Us About the Origins of Good and Evil. Bloomsbury Publishing. ISBN 978-1608196159
- 2020 Lost Companions: Reflections on the Death of Pets. Murdoch Books. ISBN 9781922351159

### Reseñas de sus libros.
- Las cartas completas de Sigmund Freud a Wilhelm Fliess, 1887-1904 : por William McGrath.
- Against Therapy:
  - Por Jeanne Stubbs.
  - Por Wray Herbert.
- Final Analysis: por Michael Sacks.
- Breaking Away From the Cult: por Carol Tavris.

## Otras lecturas
- Eissler, Kurt R. (2001). Freud and the Seduction Theory: A Brief Love Affair. New York: International Universities Press.
- Lee, John (1984). "Trying to Rock the Couch: An analyst charges that Freud suppressed a key theory". Time. p. 58.
- Malcolm, Janet (2002). In the Freud Archives. New York Review Books. ISBN 1-59017-027-X. First published in 1984 by Alfred A. Knopf.
- Tarlo, Luna (1997). The Mother of God. Plover Press. ISBN 978-1-57027-043-7.